# (7478) Hasse
(7478) Hasse (1993 OA4) – planetoida z pasa głównego asteroid okrążająca Słońce w ciągu 4,84 lat w średniej odległości 2,86 j.a. Odkryta 20 lipca 1993 roku.